# Profeti (film)
Profeti è un film drammatico del 2023 diretto da Alessio Cremonini con protagonista Jasmine Trinca. Racconta la storia fittizia di una reporter italiana rapita in Siria dallo Stato Islamico.

## Trama
Sara è una giornalista italiana che si trova in Siria come reporter di guerra. Dopo essere stata rapita dalle forze dell'ISIS, la donna viene tenuta prigioniera nella casa di un miliziano, ubicata all'interno di un campo di addestramento. Durante i mesi di detenzione, Sara si confronta con Nur, la moglie del suo carceriere. Per ordine del califfato, Nur ha il compito di convertire Sara e di farla aderire all'estremismo islamista.

## Distribuzione
Il primo trailer è stato distribuito il 3 novembre 2022 dalla Lucky Red. La prima clip, con Jasmine Trinca e Ziad Bakri è uscita il 9 dicembre 2022. Il 3 dicembre il film è stato presentato in anteprima mondiale alla 32ª edizione del Noir in Festival di Milano, dove ha vinto il premio menzione speciale "Black Panther".

## Riconoscimenti
- Noir in Festival
  - 2022: Premio Black Panther